# Dysgonia tumefacta
Dysgonia tumefacta är en fjärilsart som beskrevs av W. Warren 1913. Dysgonia tumefacta ingår i släktet Dysgonia och familjen nattflyn. Inga underarter finns listade i Catalogue of Life.